# مارغريت أميرة هولندا
مارجريت الثانية من أفسينيس (1311 – 23 يونيو 1356) كانت كونتيسة هينو وكونتيسة هولندا (كمارجريت الأولى) منذ 1345 إلى 1356. كانت مارجريت ابنة ويليام الثالث، وزوجته جوانا من فالوا، كونتيسة هينو.
في 26 فبراير 1324 في كولونيا تزوجت الإمبراطور لوفيغ الرابع.